# Italo De Tuddo
Italo De Tuddo (Roma, 19 dicembre 1916 – Nereto, 14 dicembre 1985) è stato uno sceneggiatore italiano.
Attivo nel teatro di rivista e varietà negli anni 40/50, ha lavorato per 10 anni nel cinema italiano come sceneggiatore dal 1953 al 1963.

## Filmografia

### Cinema
- Un turco napoletano, regia di Mario Mattoli (1953)
- Il più comico spettacolo del mondo, regia di Mario Mattoli (1953)
- Il paese dei campanelli, regia di Jean Boyer (1954)
- Totò all'inferno, regia di Camillo Mastrocinque (1955)
- Il falco d'oro, regia di Carlo Ludovico Bragaglia (1955)
- Giovanni dalle bande nere, regia di Sergio Grieco (1956)
- Le olimpiadi dei mariti, regia di Giorgio Bianchi (1960)
- Caravan petrol, regia di Mario Amendola (1960)
- Mani in alto, regia di Giorgio Bianchi (1961)
- Drakut il vendicatore, regia di Luigi Capuano (1961)
- Le massaggiatrici, regia di Lucio Fulci (1962)
- Zorro e i tre moschettieri, regia di Luigi Capuano (1963)

## Teatro di rivista
- Cantachiaro, di Italo De Tuddo, Pietro Garinei, Sandro Giovannini e Franco Monicelli con Anna Magnani, Carlo Ninchi, Guglielmo Barnabò, Marisa Merlini, Olga Villi, Lea Padovani, Enrico Viarisio, Raimondo Vianello, Massimo Serato musiche composte e dirette da Piero Morgan con l'orchestra 013 di Radio Roma, regia di Oreste Biancoli, prima al Teatro Quattro Fontane di Roma 1º settembre 1944